# Daphnis et Chloé (ballet)
Pour les articles homonymes, voir Daphnis et Chloé.
Ne doit pas être confondu avec Daphnis é Chloé.
Daphnis et Chloé est une symphonie chorégraphique pour orchestre et chœurs sans paroles écrite par Maurice Ravel entre 1909 et 1912, sur la commande de l'impresario russe Serge de Diaghilev. Michel Fokine est le corédacteur, avec Maurice Ravel, de l'argument du ballet.
L'œuvre porte la référence M.57, dans le catalogue des œuvres du compositeur établi par le musicologue Marcel Marnat.

## Historique
Composé pour les Ballets russes, Daphnis et Chloé est chorégraphié par Michel Fokine et créé dans des décors et des costumes de Léon Bakst. La première a lieu le 8 juin 1912 à Paris au Théâtre du Châtelet sous la direction de Pierre Monteux. Les rôles titre sont tenus par Vaslav Nijinski, moins de quinze jours après avoir créé L'Après-midi d'un faune sur la musique de Claude Debussy et Tamara Karsavina.
Conçue en un seul mouvement divisé en trois parties enchainées, l'histoire s'inspire du roman grec Daphnis et Chloé, de Longus. Elle conte l'histoire du berger Daphnis, son amour pour Chloé, l'enlèvement de cette dernière par des pirates, l'intervention du dieu Pan et la fin heureuse. L'ambiance est pastorale, en contradiction avec le programme initial d'une musique « antiquisante », amenant la rupture avec le chorégraphe peu après sa création[C'est-à-dire ?].

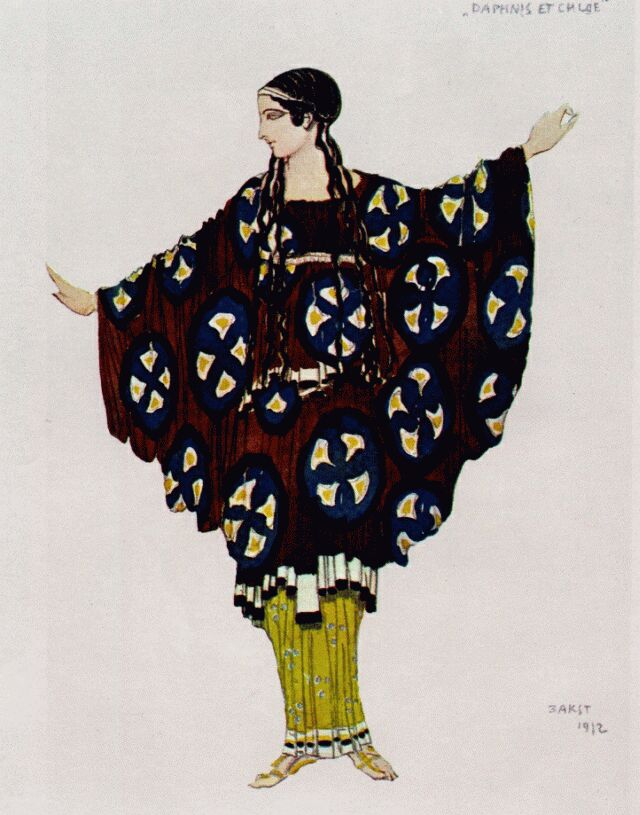
Costume de Léon Bakst.

Le dernier épisode s'ouvre sur le célèbre « lever du jour », dont les raffinements sonores suggèrent que tout ce qui se déploie ici, c'est moins l'émoi amoureux des deux protagonistes que la musique accédant à son indépendance, faite de couleurs et de timbres. C'est un vaste crescendo où sont conciliés éclatement sonore et thématisme majestueux : un fond de cascade tournoyante des bois à l'unisson en doubles croches avec en premier plan de longues tenues lyriques des cordes qu'on peut considérer comme le sommet de l'art orchestral du compositeur.
Son interprétation dure environ une heure, ce qui en fait l'œuvre la plus longue de Ravel.
Le chorégraphe Benjamin Millepied a créé, avec l'Opéra de Paris, une nouvelle version du ballet en 2014.
Jean-Christophe Maillot a créé en 2010 une chorégraphie contemporaine et sensuelle du ballet Daphnis et Chloé pour Les Ballets de Monte-Carlo. Une chorégraphie de 35 minutes dans lequel il n'utilise que 4 danseurs, Jeroen Verbruggen dans Daphnis, Anjara Ballesteros-Cilla dans Chloé, Bernice Coppieters dans Lycenion et Chris Roelandt dans Dorcon, danseurs principaux du chorégraphe, et pour lequel il utilisé également la musique de Maurice Ravel, mais pas tout le ballet original. Cette œuvre a été réalisé par Denis Caïozzi et produit par Telmondis, Les Ballets de Monte-Carlo et Mezzo.  Le ballet a été créé le 1er avril 2010 au Grimaldi Forum de Monaco et a depuis été diffusé plusieurs fois à la télévision dans le monde.

## Orchestration
| Instrumentation de Daphnis et Chloé |
| Cordes |
| premiers violons, seconds violons, altos, violoncelles, contrebasses, 2 harpes |
| Bois |
| 1 piccolo, 2 flûtes, flûte en sol, 3 bassons, 1 contrebasson 2 hautbois, 1 cor anglais, 1 petite clarinette en mi bémol 2 clarinettes en si bémol, 1 clarinette basse en si bémol |
| Cuivres |
| 4 cors en fa, 4 trompettes en ut, 3 trombones, 1 tuba |
| Percussion |
| timbales, caisse claire, castagnettes, cymbales, grosse caisse, tambour, tambour de basque, tam-tam, triangle célesta, jeu de timbre, xylophone, éoliphone                        |
| Chœur |
| Sopranos, altos, ténors, basses |

## Découpage de l’œuvre

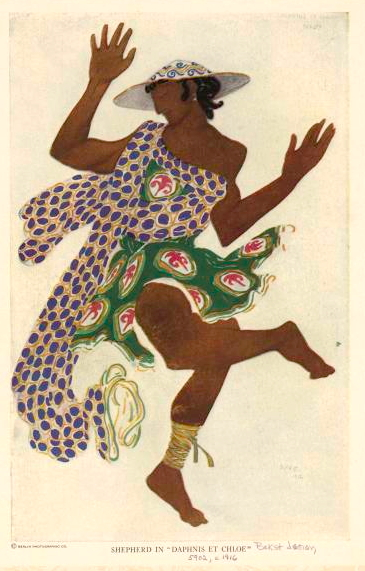
Bergère, dessin de Bakst.

Première partie
Introduction – Lent – Très modéré
Danse religieuse – Modéré
Danse des jeunes filles – Vif
Danse grotesque de Dorcon – Vif – Plus modéré – Très modéré
Danse légère et gracieuse de Daphnis – Assez lent – Animé
Lyceion entre – Lent – Moins lent – Très libre
Nocturne
Deuxième partie
Interlude
Danse guerrière
Danse suppliante de Chloé
Troisième partie
Lever du jour
Pantomime
Danse générale

## Versions dérivées

### Suites orchestrales
De l'intégralité de l'œuvre, Ravel lui-même a extrait deux suites pour orchestre destinées au concert. L'utilisation de ces réductions par Diaghilev pour la production londonienne de Drury Lane entraîna par la suite un désaccord avec Maurice Ravel, le compositeur allant jusqu'à publier une lettre ouverte dans la presse anglaise par le biais et avec le soutien du compositeur Ralph Vaughan Williams (correspondance, datée du 7 juin 1914). La première suite fut créée le 2 avril 1911 au Théâtre du Châtelet par les Concerts Colonne sous la direction de Gabriel Pierné, soit près d'une année avant la création du ballet en lui-même. La seconde suite, la plus célèbre, correspond à la dernière scène du ballet. Elle n'est composée qu'à la suite du succès du Sacre du printemps, dans la « continuité » du ballet (Marnat, p. 364).

### Composition au piano
Maurice Ravel compose l'oeuvre au piano de bout en bout (manuscrit de 47 pages, collection privée de Mme Alexandre Taverne). L'écrivain Arnold Bennett prétend dans son journal l'avoir entendue sous les doigts du compositeur le 27 février 1911 (cité par Marcel Marnat, p. 333) . Pour se prémunir des coupures dont Diaghilev avait la spécialité, la partition est publiée par Durand & Cie en 1910.

## Discographie
- Musique du ballet :
  - London symphony orchestra, Chorus of the Royal Opera House, Covent Garden, dir. : Pierre Monteux, Decca (LXT 5536, 1959). Le créateur de l'œuvre. La version historique de référence
  - Boston Symphony Orchestra & Chorus, dir. : Charles Munch, RCA LM 1893 (33 t)
  - Orchestre de la Société des concerts du Conservatoire, Chœur René Duclos, dir. : André Cluytens, (1963) CD Testament ou en 33 t : Columbia C 80764
  - Orchestre de la Suisse romande, dir. : Ernest Ansermet, Decca LXT 2775 (33 t)
  - Chœur de l'orchestre symphonique de Montréal. Orchestre symphonique de Montréal, dir. : Charles Dutoit. Decca
  - Het groot Omroepkoor, Royal Concergebouw Orchestra, Amsterdam, dir. : Riccardo Chailly, Decca
  - Tanglewood Festival Choir, Boston Symphony Orchestra, dir. : Bernard Haitink, Philips
  - Ensemble Aedes, Les Siècles, dir. : François-Xavier Roth, Harmonia Mundi (2017)
- Suite d'orchestre no 1 :
  - SWR Sinfonieorchester Baden-Baden und Freiburg, dir. : Ernest Bour, Hänssler Classic
  - Orchestre national de la R.T.F., dir. : André Cluytens, Testament
  - Orchestre de la Société des concerts du Conservatoire, dir. : Charles Munch, Lys
- Suite d’orchestre no 2 :
  - Philharmonia Orchestra, dir. : Igor Markevitch (Hommage à Diaghilev). Testament
  - WDR Sinfonieorchester, dir. : Gary Bertini, Capriccio[2]
  - NBC Symphony Orchestra, dir. : Arturo Toscanini, 1949, RCA LM 7032
  - Orchestre de Paris, dir. : Daniel Barenboim – Bolero – La Valse – Pavane pour une infante défunte – Daphnis et Chloé (Suite n° 2). Deutsche Grammophon – 00289 477 8381

## Utilisation dans l'art

### Au cinéma
- 2016 : Une partie de l’œuvre est jouée dans une scène du film The Lost City of Z de James Gray.